# Живая старина
«Жива́я старина́» — журнал, издававшийся с 1890 по 1917 годы Этнографическим отделением Императорского русского географического общества в Санкт-Петербурге; редакторы — В. И. Ламанский, затем — А. А. Шахматов, С. Ф. Ольденбург; с 1994 года выпуск научного журнала возобновлён в Москве Государственным республиканским центром русского фольклора (ГРЦРФ); главные редакторы — Н. И. Толстой, затем — С. Ю. Неклюдов, О. В. Белова. По своим тематике, целям и задачам возобновлённый журнал продолжает традиции дореволюционного журнала. Основной проблематикой журнала является фольклор и традиционная культура русского и других народов России; славянских народов.

## 1890—1917 годы, Санкт-Петербург
Выходил в 1890—1917 годы в Петербурге четыре раза в год.
Издавались материалы по этнографии и фольклору народов Российской империи и славянских стран. Уделялось внимание также изучению экономической жизни народов.
Постоянные отделы журнала включали: 1. Исследования, наблюдения, рассуждения; 2. Небольшие материалы с примечаниями: памятники языка и народной словесности, русские и инородческие; 3. Критика и библиография, обзоры этнографической литературы: русской и иностранной; 4. Вопросы и ответы — ученая корреспонденция; 5. Смесь, Частные заметки, Ученые новости, Действия ученых обществ в России и за границей.
Помимо исследовательских статей характера, «Живая старина» публиковала отчеты и описания этнографических экспедиций и программы для собирания этнографических материалов.
Активное участие в издании принимали такие учёные, как Ф. Д. Батюшков, А. Н. Веселовский, Н. И. Веселовский, К. Я. Грот, В. А. Жуковский, Ф. М. Истомин, Н. Я. Марр, Л. Н. Майков, С. Ф. Ольденбург, А. Н. Пыпин, А. И. Соболевский, Д. А. Хвольсон, А. А. Шахматов и др.
Журнал объединил крупных учёных и сыграл значимую роль в развитии русской этнографии.

## С 1994 года, Москва

Два номера возобновлённого журнала

Журнал был возобновлён в 1992 году Государственным республиканским центром русского фольклора (ГРЦРФ). С 2018 года учредителем и издателем журнала стал Государственный российский дом народного творчества имени В. Д. Поленова в Москве.
Возобновленный журнал выпускается с 1994 года В период 1994—1997 годов главным редактором журнала был академик, филолог-славист Н. И. Толстой; после его смерти журнал возглавлял доктор филологических наук С. Ю. Неклюдов; с 2011 года главным редактором является доктор филологических наук О. В. Белова.
В редколлегию журнала входят представители крупнейших научных и культурных центров России, включая Московский государственный университет имени М. В. Ломоносова (С. В. Алпатов), Российский государственный гуманитарный университет (С. Ю. Неклюдов), Институт славяноведения РАН (Л. Н. Виноградова, В. Я. Петрухин, С. М. Толстая), Национальный исследовательский университет «Высшая школа экономики» (А. Б. Мороз), Российский этнографический музей (Д. А. Баранов), Кольский научный центр РАН (И. А. Разумова), Государственный российский дом народного творчества имени В. Д. Поленова (Е. А. Дорохова, Д. В. Морозов). В числе авторов журнала присутствуют как известные учёные, академики и члены-корреспонденты РАН, ведущие специалисты различных областей изучения фольклора.
Журнал публикует статьи по темам теория и язык фольклора, история фольклористики и фольклористических направлений, по проблемам фольклорных жанров, традиционной обрядности и народного календарю, народных верований, материальной культуры. Издаются экспедиционные материалы из различные славянских регионов, архивные материалы, обзоры и рецензии на новейшие издания по темам русского и славянского фольклора, хроники конференций по проблемам фольклористики и традиционной народной культуре.
Редакция и редакционная коллегия журнала сотрудничают с научными центрами по изучению фольклора и традиционной культуры из российских регионах и стран бывшего СССР, включая Белоруссию и Украину, с европейскими научными центрами славистики, в том числе с Университетом Марии Кюри-Склодовской в Люблине, Польша, с Институтом балканистики Сербской академии наук и искусств в Белграде, Сербия и др. Презентации журнала регулярно проводятся на международных съездах славистов.
Иллюстрированный научный журнал выходит четыре раза в год, имеет объём в 9 условно-печатных листов. Включён в Российский индекс научного цитирования (РИНЦ).

## Главные редакторы
- 1890—1914 — В. И. Ламанский
- 1994—1996 — Н. И. Толстой
- 1996—2010 — С. Ю. Неклюдов
- 2011—н. в. — О. В. Белова